# Lov na umělou mušku
Lov na umělou mušku je rybolovný způsob.   

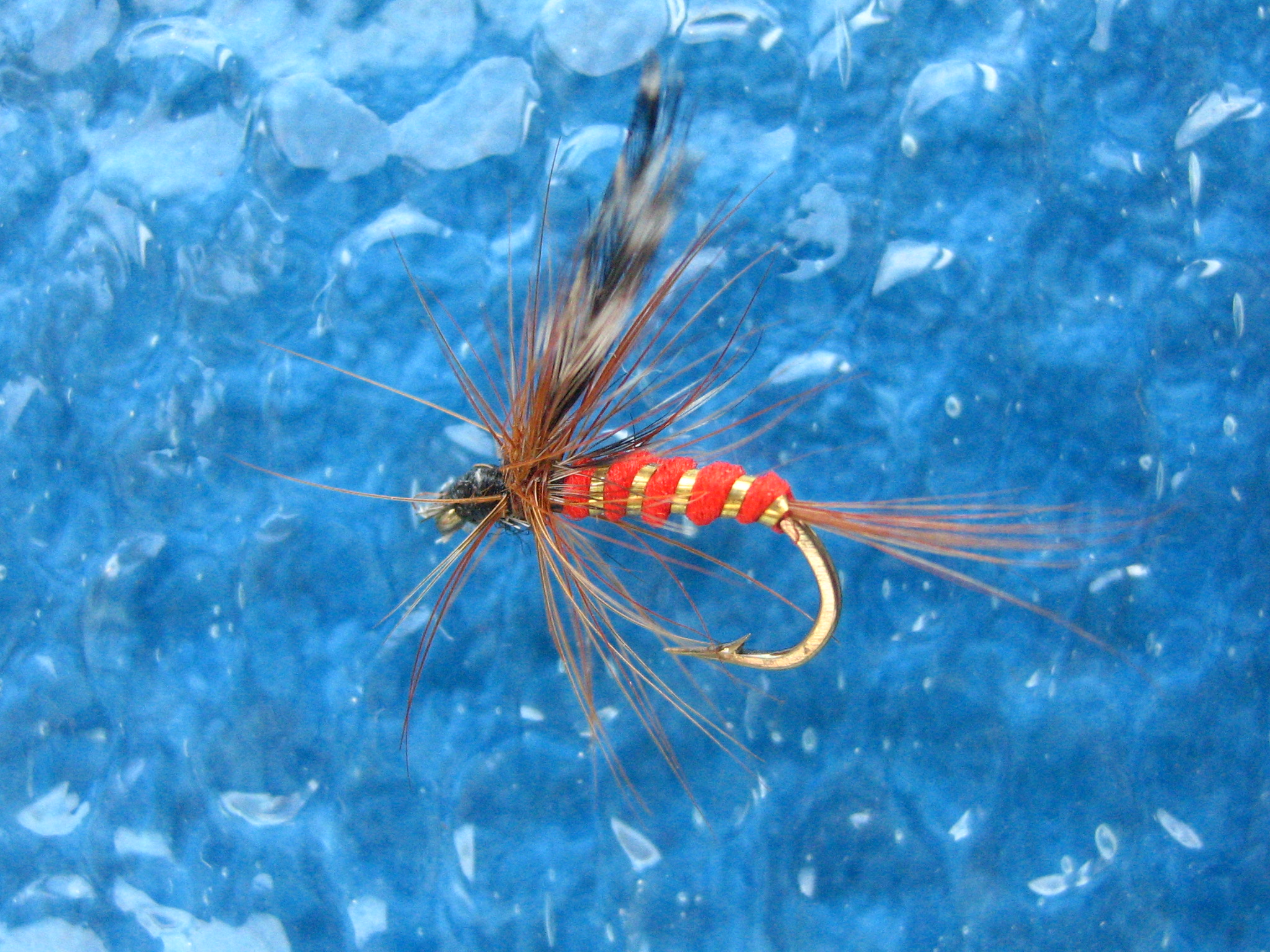
Umělá muška – Červená jepice – modifikace Red Spinner

Na umělou mušku lze lovit na rybářských revírech mimopstruhových i pstruhových. Při lovu je dovoleno použít jen 1 udici, která je při lovu držena v ruce; jiná udice není nastražena. Na udici jsou nejvýše 3 návazce s jednoduchými háčky. Nástraha je nahazována pomocí muškařské šňůry speciálním muškařským prutem nebo je nahazována klasickým prutem použitím vlasce, kdy nosnou funkci zabezpečuje kulové nebo jiné plovátko, popřípadě jiná zátěž. Za umělou mušku se považuje nástraha imitující hmyz nebo jiné organizmy. Nástrahu není dovoleno vybavovat doplňky, které svým pohybem zvyšují dráždivost pro ryby, například rotující plíšek nebo vrtulka.
Uvedený rybolovný způsob definuje zákon a Rybářský řád. Tento způsob je někdy nesprávně jmenován jako muškaření, které  však ve smyslu Rybářského řádu jako nástrahu  umožňuje použít  živý nebo mrtvý hmyz. Muškařením lze lovit jen na mimopstruhových vodách.